# 班德鄉 (穆列什縣)
46°35′0″N 24°23′0″E / 46.58333°N 24.38333°E
班德鄉（羅馬尼亞語：Comuna Band, Mureș），是羅馬尼亞的鄉份，位於該國中部，由穆列什縣負責管轄，面積100平方公里，海拔高度315米，2007年人口6,532，人口密度每平方公里66人。